# Mark Brown (Islas Cook)
Mark Stephen Brown (Avarua, 28 de febrero de 1963) es un político de las Islas Cook y primer ministro de las Islas Cook. Anteriormente se había desempeñado como vice primer ministro durante el mandato de Henry Puna. Es miembro del Partido de las Islas Cook, primer partido político del país.

## Biografía
Brown nació en 1963 en Avarua, en la Isla de Rarotonga. Cursó sus estudios primarios en la escuela primaria Nikao Maori (Actualmente Apii Nikao), y la escuela Nikao Side. Continuó su formación secundaria en el Colegio Tereora y la escuela secundaria para niños de Gisborneen, en Nueva Zelanda. Tiene un Diploma en Gestión del Sector Público de la Universidad Massey, de Nueva Zelanda, y una Maestría en Administración de Empresas de la Universidad del Pacífico Sur.
Ha trabajado como funcionario público, incluso como asesor de políticas para la Oficina del primer ministro, como jefe del Ministerio de Agricultura, y como promotor inmobiliario. Se ha desempeñado como Vicepresidente de la Cámara de Comercio de las Islas Cook y Presidente de la Asociación Táctil de las Islas Cook.

## Carrera política

### Parlamentario por las Islas Cook (2010-2019)
En 2006 se presentó a las Elecciones Parlamentarias, por el distrito de Takuvaine–Tutakimoa, ganando el escaño el opositor Ngai Tupa del Partido Democrático de las Islas.
En 2010 se presentó nuevamente, por el mismo distrito, siendo electo miembro del Parlamento.

#### Ministro de Finanzas y Desarrollo Económico
En diciembre de ese año, Brown fue nombrado miembro del Gabinete del primer ministro como Ministro de Finanzas. Fue reelegido en las elecciones de 2014 y nuevamente en 2018. Tras las elecciones de 2018 fue nombrado vice primer ministro, en sustitución de Teariki Heather.
En diciembre de 2019, se presentó una acusación privada por fraude contra Brown y el primer ministro Henry Puna, alegando que se había hecho uso indebido de un avión alquilado por el gobierno. En marzo de 2021, el Tribunal Superior de las Islas Cook desestimó los cargos.

## Primer jefatura (2020-2022)
En junio de 2020, el primer ministro Henry Puna anunció su intención de dimitir en septiembre para competir por el cargo de Secretario General del Foro de las Islas del Pacífico, nombrando a Brown como su reemplazo. 

#### Superministro (2020-2021)
El 1 de octubre, tras la jubilación de Henry Puna, fue elegido primer ministro. En su primer gestión mantuvo para sí mismo casi todos los departamentos ministeriales, entregando sólo Educación y Turismo a otros ministros. Brown previa reasignar ministerios importantes como Finanzas y Asuntos Exteriores a otros ministros en 2021. El 2 de junio de 2021, se produjo una reestructuración del gabinete que permitió distribuir la mitad de sus carteras entre otros ministros.

#### Política Exterior
A mediados de diciembre de 2020, el primer ministro Brown y su homóloga neozelandesa, Jacinda Ardern, anunciaron que en 2021 se establecería una burbuja de viajes entre Nueva Zelanda y las Islas Cook, lo que facilitaría los viajes de ida y vuelta sin cuarentena entre los dos países.

## Segunda jefatura (2022-presente)

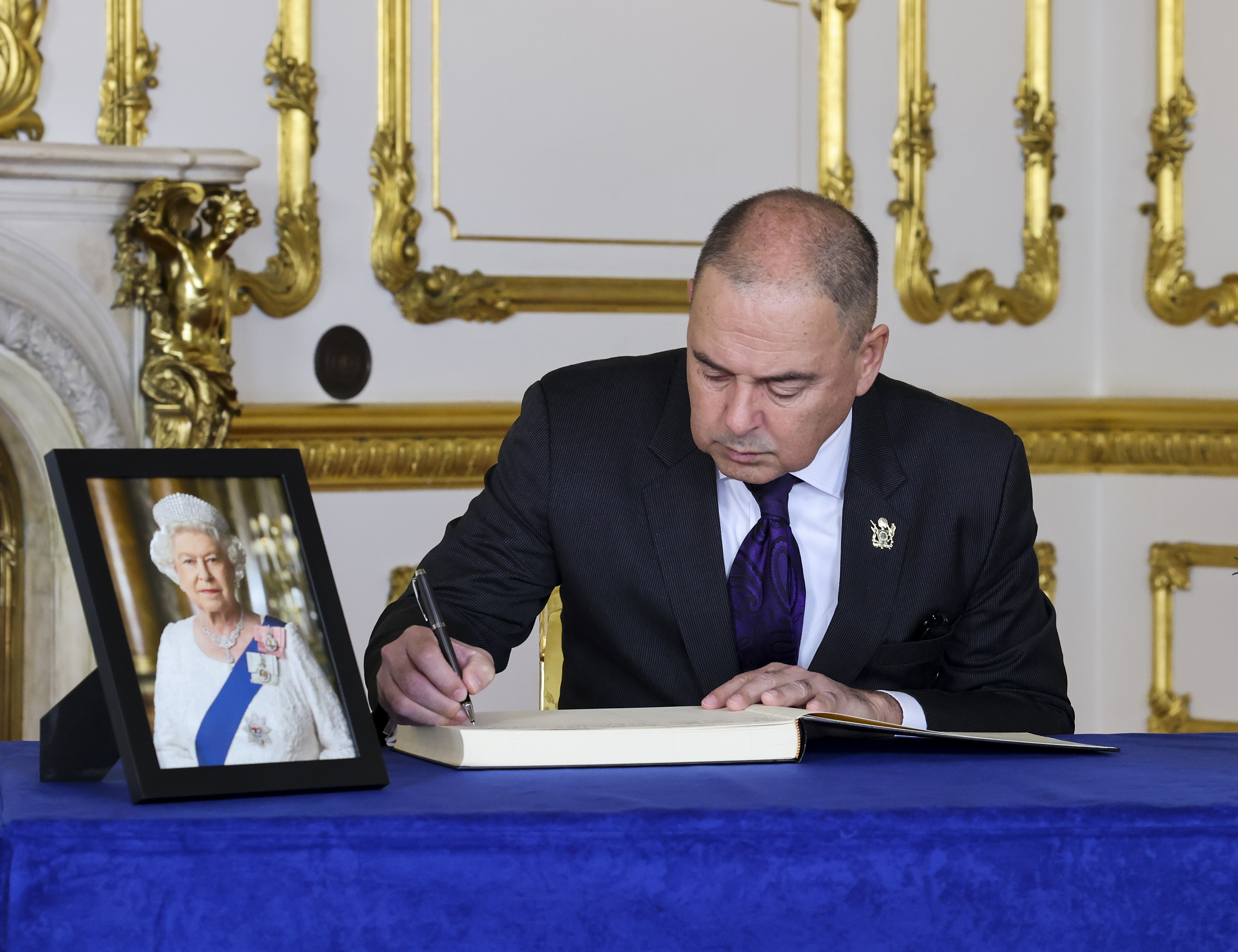
Brown firma el libro de condolencias de la reina Isabel II en Lancaster House el 17 de septiembre de 2022

Fue reelegido en las elecciones de 2022 y nombrado nuevamente primer ministro tras conseguir el apoyo de los diputados independientes Te-Hani Brown y Rose Toki-Brown.
A principios de febrero de 2024, Brown abogó por un acuerdo de cooperación trilateral en materia de defensa y seguridad entre las Islas Cook, Nueva Zelanda y Australia. Este acuerdo complementaría los acuerdos de defensa y seguridad existentes de las Islas Cook con Nueva Zelanda. Brown es actualmente vicepresidente del CIP.